# Сумська округа
Сумська округа — адміністративне територіальне формування у УСРР, що існувало з квітня 1923 року по липень 1930 року.
Окружний центр — місто Суми.

## Історія
Сумська округа була утворена у квітні 1923 року у складі Харківської губернії. Налічувала 18 районів:
- Білопільський;
- Боромлянський;
- Вирівський;
- Вільшанський;
- Ворожбянський;
- Краснопільський;
- Лебединський;
- Річанський;
- Славгородський;
- Степанівський;
- Сумський;
- Сироватський;
- Тернівський;
- Тростянецький;
- Хотінський;
- Михайлівський;
- Штепівський;
- Юнаківський.

5 січня 1925:
- Ліквідований Михайлівський район. Михайлівська, Червленківська, Курганська, Азакська і Олександрівська сільради приєднані до Лебединського району; Васіленківська, Грунська і Катеринославська сільради — до Штепівського району.
- Тростянецький район перейшов до складу Охтирської округи.
- Ново-Дмитрівська сільраду Славгородського району перейшла до складу Краснопільського району.

3 червня 1925 до округи приєднані Тростянецький і Чупахівський райони розформованої Охтирської округи.
У червні 1925 року губернії в Україні було скасовано, і округа перейшла у пряме підпорядкування Української СРР.
Згідно з даними на 1 січня 1926 року Сумська округа складалася з 18 районів: Білопільський, Боромлянський, Вирівський, Ворожбянський, Краснопільський, Лебединський, Ольшанський, Річанський, Славгородський, Степанівський, Сумський, Сироватський, Тернівський, Тростянецький, Хотинський, Чупахівський, Штепівський, Юнаківський.
У 1927 створений Миропільський і ліквідовані Славгородський (територія перейшла до Краснопільського району) і Степанівський райони (територія перейшла до Сумського району).
13 червня 1930 до округи приєднані Веприцький, Смілянський, Недригайлівський, Липово-Долинський, Синівський і Гадяцький райони розформованої Роменської округи.
Ліквідована 15 вересня 1930, райони перейшли у пряме підпорядкування УРСР. Центр нового Тернівського району перенесений з села Терни до села Улянівки, а Тернівський район перейменований на Улянівський. Також ліквідовані райони з передачею території:
- Сумський — до Сумської міської ради
- Боромлянський — до Тростянецького району
- Вільшанський — до Недригайлівського району
- Ворожбянський — до Лебединського району
- Юнаківський — до Миропільського району
- Веприцький — до Гадяцького району
- Річківський — до Білопільського району
- Чупахівський — до Охтирського району Харківської округи
- Вірівський — до Тернівського району

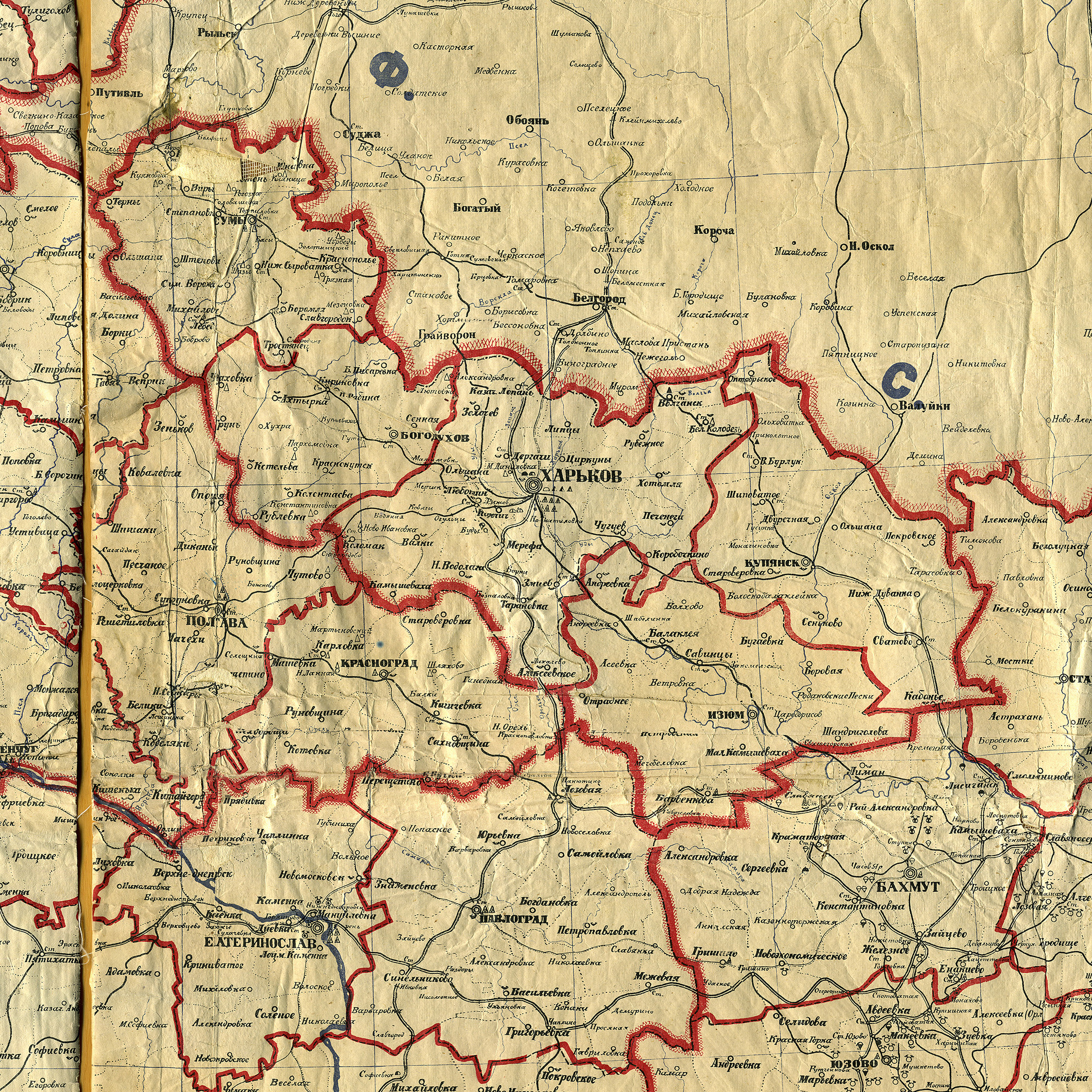
Карта Сумської  округи у складі Харківської губернії, 1923
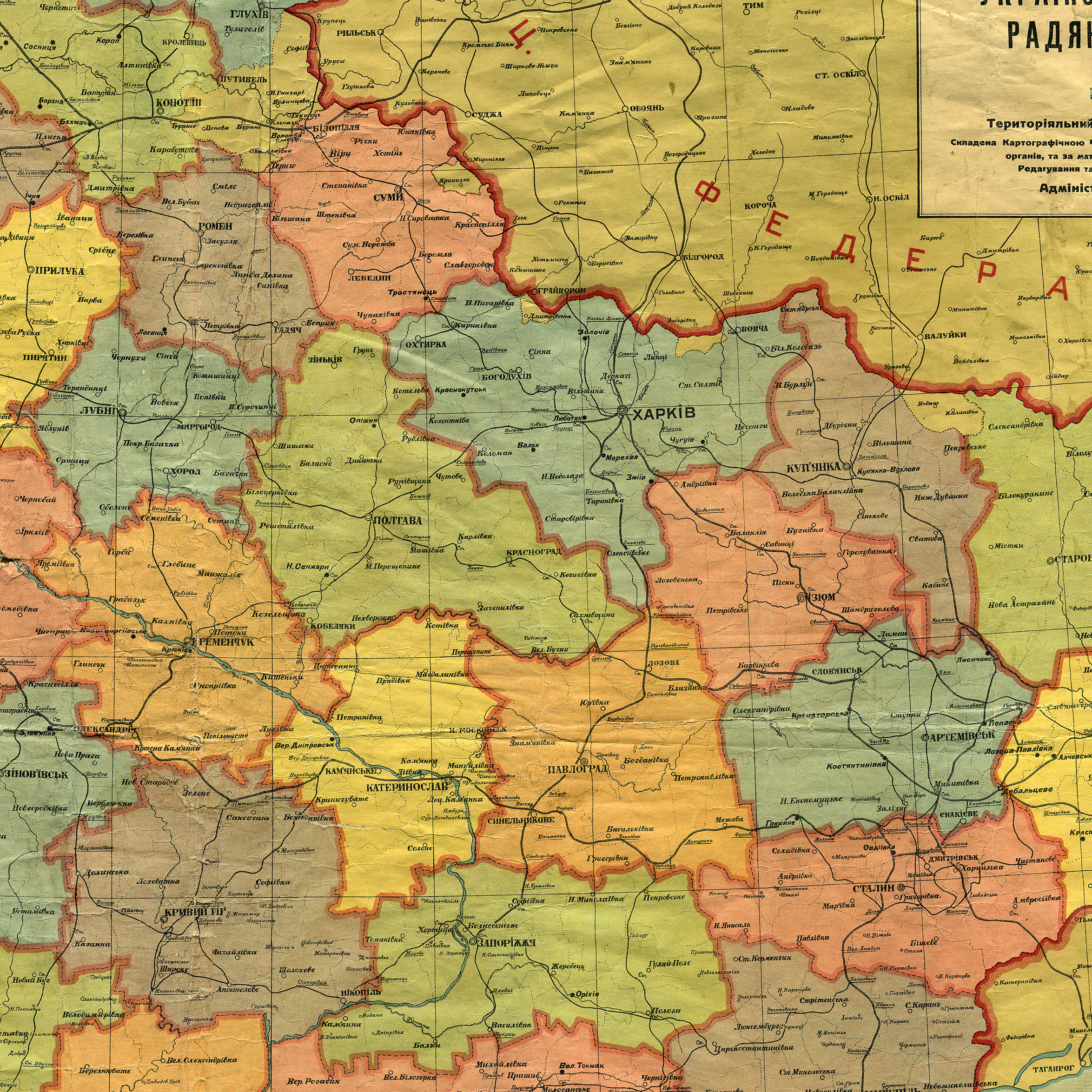
Карта Сумської округи, адміністративні межі станом на 1 жовтня 1925

## Національний склад
Населення Сумської округи становило 690,7 тисяч осіб (1925). Національний склад населення за переписом 1926 року:
- українці — 93,7 %;
- росіяни — 5,5 %;
- євреї — 0,5 %.

Населення та національний склад районів округи за переписом 1926 року
|                       | населення | українці | росіяни | євреї | поляки | білоруси |
| --------------------- | --------- | -------- | ------- | ----- | ------ | -------- |
| м. Суми               | 44 213    | 80,7     | 11,9    | 5,5   | 0,6    | 0,4      |
| Білопільський район   | 65 262    | 89,9     | 9,3     | 0,3   | 0,1    | 0,1      |
| Боромлянський район   | 29 002    | 99,1     | 0,7     |       |        |          |
| Вільшанський район    | 26 658    | 98,8     | 0,6     | 0,1   |        |          |
| Вірівський район      | 26 542    | 96,5     | 3,2     | 0,1   | 0,1    | 0,1      |
| Ворожбянський район   | 28 990    | 99,3     | 0,5     |       |        | 0,1      |
| Жовтневий район       | 47 783    | 98,0     | 1,5     | 0,1   | 0,1    | 0,1      |
| Краснопільський район | 41 753    | 98,1     | 1,6     | 0,1   | 0,1    |          |
| Лебединський район    | 70 120    | 97,9     | 1,3     | 0,5   | 0,1    |          |
| Річанський район      | 31 671    | 98,1     | 1,8     |       |        |          |
| Славгородський район  | 20 284    | 81,4     | 18,3    | 0,1   | 0,1    |          |
| Степанівський район   | 22 396    | 98,2     | 1,4     |       | 0,1    |          |
| Сумський район        | 35 088    | 98,2     | 1,7     |       |        |          |
| Тернівський район     | 32 386    | 98,0     | 1,8     | 0,1   |        |          |
| Тростянецький район   | 43 290    | 77,8     | 21,7    | 0,1   | 0,1    |          |
| Хотенський район      | 30 284    | 94,2     | 5,7     |       |        |          |
| Чупахівський район    | 29 547    | 81,9     | 17,8    |       |        |          |
| Штепівський район     | 39 112    | 99,2     | 0,6     |       | 0,1    |          |
| Юнаківський район     | 26 345    | 98,2     | 1,6     |       |        |          |
| Сумська округа        | 690 726   | 93,7     | 5,5     | 0,5   | 0,1    | 0,1      |

## Мовний склад
Рідна мова населення Сумської округи за переписом 1926 року
|                       | населення | українська | російська | інша |
| --------------------- | --------- | ---------- | --------- | ---- |
| м. Суми               | 44 213    | 50,0       | 45,3      | 4,7  |
| Білопільський район   | 65 262    | 78,6       | 20,3      | 1,1  |
| Боромлянський район   | 29 002    | 98,7       | 1,0       | 0,3  |
| Вільшанський район    | 26 658    | 98,0       | 1,5       | 0,5  |
| Вірівський район      | 26 542    | 93,9       | 5,7       | 0,4  |
| Ворожбянський район   | 28 990    | 99,1       | 0,5       | 0,4  |
| Жовтневий район       | 47 783    | 94,4       | 5,0       | 0,6  |
| Краснопільський район | 41 753    | 93,9       | 5,5       | 0,6  |
| Лебединський район    | 70 120    | 81,8       | 17,3      | 0,9  |
| Річанський район      | 31 671    | 97,3       | 2,4       | 0,2  |
| Славгородський район  | 20 284    | 79,6       | 20,2      | 0,1  |
| Степанівський район   | 22 396    | 97,3       | 2,3       | 0,4  |
| Сумський район        | 35 088    | 90,6       | 8,8       | 0,6  |
| Тернівський район     | 32 386    | 96,2       | 3,6       | 0,2  |
| Тростянецький район   | 43 290    | 73,5       | 25,9      | 0,6  |
| Хотенський район      | 30 284    | 88,5       | 11,1      | 0,5  |
| Чупахівський район    | 29 547    | 82,3       | 17,5      | 0,2  |
| Штепівський район     | 39 112    | 97,5       | 2,0       | 0,5  |
| Юнаківський район     | 26 345    | 96,3       | 3,4       | 0,3  |
| Сумська округа        | 690 726   | 87,1       | 12,1      | 0,8  |

## Керівники округи

### Відповідальні секретарі окружного комітетуКП(б)У
- Баришев Микола Іванович (1923),
- Сова-Степняк Степан Овксентійович (1923-1923),
- Аболін (Федоров) Ернст Карлович (1923—.04.1926),
- Свистун Пантелеймон Іванович (.06.1926—1928),
- Налімов Михайло Миколайович (.12.1928—.08.1930)

### Голови окружного виконавчого комітету
- Слинько Іван Федотович (1923—1923),
- Самойлов Олександр Митрофанович (1923—1926),
- Легкий Володимир Степанович (1927),
- Лирьов Микита Іванович (.06.1928—.09.1930)